# Marquesado de Povar
El marquesado de Povar es un título nobiliario español creado el 16 de febrero de 1612 por el rey Felipe III a favor de Enrique Dávila y Guzmán, presidente del Consejo de Órdenes, de Estado y Guerra y caballero de la Orden de Calatrava.
La denominación del título se refiere a la localidad de Pobar en la provincia de Soria.

## Marqueses de Povar
|                         | Titular                                                           | Periodo                 |
| Creación por Felipe III | Creación por Felipe III                                           | Creación por Felipe III |
| ----------------------- | ----------------------------------------------------------------- | ----------------------- |
| I                       | Enrique Dávila y Guzmán                                           | 1612-1630               |
| II                      | Jerónima Francisca de Guzmán Dávila y Enríquez de Ribera          | 1630-1641               |
| III                     | Enrique de Zúñiga y Dávila                                        | 1641-1658               |
| IV                      | Francisca de Zúñiga y Dávila                                      | 1658-¿?                 |
| V                       | Antonio Gaspar de Ribera Pimentel                                 | ¿?-1699                 |
| VI                      | Manuel Pimentel y Zúñiga                                          | 1699-1716               |
| VII                     | José Francisco Pimentel y Zualart                                 | 1716-1765               |
| VIII                    | Joaquín María Álvarez de Toledo y Pimentel                        | 1765-1792               |
| IX                      | María Petronila de Alcántara Pimentel Cernesio y Guzmán           | 1792-1802               |
| X                       | Manuel Antonio Fernández de Córdova y Pimentel                    | 1802-1805               |
| XI                      | María del Carmen Teresa Fernández de Córdoba y Pacheco            | 1805-¿?                 |
| XII                     | Joaquín Fernández de Córdoba y Pacheco                            | ¿?-¿?                   |
| XIII                    | Joaquín Fernández de Córdoba y Álvarez de las Asturias-Bohorques  | ¿?-1847                 |
| XIV                     | Fernando Fernández de Córdoba y Álvarez de las Asturias-Bohorques | 1847-1878               |
| XV                      | Joaquín Fernando Fernández de Córdova y Osma                      | 1878-antes de 1931      |
| XVI                     | Fernando Fernández de Córdova y Mariátegui                        | antes de 1931-1938      |
| XVII                    | Gonzalo Alfonso Fernández de Córdova y Larios                     | 1951-1996               |
| XVIII                   | Joaquín Fernández de Córdova y Hohenlohe-Langenburg               | 1996-actual titular     |

## Historia de los marqueses de Povar
- Enrique Dávila y Guzmán (m. 1 de noviembre de 1630), I marqués de Povar.[2] Era hijo de Pedro Dávila y Córdoba (m. 1579), II Marqués de las Navas, IV conde del Risco y señor de Villafranca de la Sierra, y de su esposa, Jerónima Enríquez de Guzmán y Toledo.[3]

Casó con Catalina Barroso y Enríquez de Ribera. Le sucedió su hija:
- Jerónima Francisca de Guzmán Dávila y Enríquez de Ribera (1606-Madrid, 15 de septiembre de 1641), II marquesa de Povar,[4][5] señora de Cubas, Griñón y el Tiemblo.

Casó el 11 de agosto de 1629, siendo la primera esposa, con Pedro Antonio de Aragón y Fernández de Córdoba, VIII duque de Segorbe, de quien tuvo una hija llamada Catalina que murió en la infancia. Sucedió su cuñado, casado con su hermana Juana Dávila y Guzmán, que también era sobrino del I marqués de Povar.
- Enrique de Zúñiga y Dávila, también llamado Enrique de Ávila (o Dávila) Zúñiga (c. 1600-1658),[7] III marqués de Povar[7] y I conde de Berantevilla en 1624.[6] hijo de Antonio Dávila y Zúñiga (1590-1650), mayordomo del rey Felipe III, gentilhombre de cámara de Felipe IV, embajador, consejero de Estado y Guerra, presidente del Consejo de Órdenes y embajador de Felipe III en Francia,[8] y de su esposa Francisca de Zúñiga y Dávila, IV marquesa de Mirabel.[8] Le sucedió su hija:

- Francisca de Zúñiga y Dávila, IV marquesa de Povar, V marquesa de Mirabel y II condesa de Berantevilla.[6]

Casó el 4 de enero de 1657, en Madrid, con José Pimentel y Zúñiga, caballero de la Orden de Calatrava y gentilhombre de cámara y mayordomo mayor del rey Carlos II, hijo de Juan Francisco Alonso Pimentel y Ponce de León (m. 1652), X conde y VII duque de Benavente, VIII conde de Luna y X conde de Mayorga, y de su primera esposa, Mencía de Zúñiga y Fajardo. Le sucedió su hijo:
- Antonio Gaspar de Ribera Pimentel (m. abril de 1699), V marqués de Povar,[10] IV marqués de Malpica y II conde de Navalmoral.[10]

Casó el 11 de enero de 1680 con María Josefa Gonzaga y Manrique de Lara. Sin descendencia, sucedió su hermano:
- Manuel Pimentel y Zúñiga (Madrid, 2 de junio de 1665-ibidem, 28 de mayo de 1716), VI marqués de Povar, V marqués de Malpica, III conde de Navalmoral y VI marqués de Mirabel y III conde de Berantevilla —estos dos últimos títulos cedió a su hermano menor «por incompatibilidad de mayorazgo».[10]

Casó en primeras nupcias en 1692 con Juana María Idiáquez-Butrón y Borja-Aragón, V duquesa de Ciudad Real. Contrajo un segundo matrimonio con Teresa de Moscoso Osorio y Aragón.  Sin descendencia, sucedió su sobrino, hijo de su hermano Sebastián Pimentel y Zúñiga y de su esposa Isabel Luisa Inés Zualart y Muñil:
- José Francisco Pimentel y Zaulart (m. 8 de enero de 1765), VII marqués de Povar,[11] VI marqués de Malpica y IV conde de Navalmoral.[12]

Casó con Josefa Joaquina ÁLvarez de Toledo Sarmiento y Palafox, V condesa de Gondomar, V marquesa de Mancera y IV marquesa de Montalbo. Le sucedió su hijo:
- Joaquín María Álvarez de Toledo y Pimentel (m. 1792), VIII marqués de Povar,[14] VI conde de Gondomar, XII duque de Medina de Rioseco, VII marqués de Malpica, V marqués de Montalbo, XIV conde de Melgar, V y último conde de Navalmoral y VI marqués de Mancera.[14]

Casó en 1761 con María Bernarda Cernesio (m. 1802). Le sucedió su única hija:
- María Petronila de Alcántara Enríquez y Cernesio, Pimentel y Guzmán (Madrid, 19 de noviembre de 1746-Madrid, 29 de febrero de 1802), IX marquesa de Povar,[14] VII condesa de Gondomar, VIII marquesa de Malpica, VII marquesa de Mancera, IX marquesa de Povar, VI marquesa de Montalbo.[14]

Casó el 12 de octubre de 1761 con Pedro de Alcántara Fernández de Córdoba, XII duque de Medinaceli, VIII duque de Camiña, XI duque de Feria, X duque de Alcalá de los Gazules, XII duque de Segorbe, XIII duque de Cardona etc. Le sucedió su hijo:
- Manuel Antonio Fernández de Córdoba y Pimentel (13 de junio de 1764-26 de septiembre de 1805), X marqués de Povar,[16][17] VIII conde de Gondomar, IX marqués de Malpica, VIII marqués de Mancera y VII marqués de Montalbo.[16][17]

Casó el 15 de abril de 1781, en la iglesia de San José de Madrid, con María del Carmen Pacheco Téllez-Girón Fernández de Velasco, V duquesa de Arión. A su muerte, su hijo Joaquín heredó todos sus títulos en 1809 salvo el marquesado de Povar que heredó su primogénita:
- María del Carmen Teresa Fernández de Córdoba y Pacheco (baut. 18 de agosto de 1785), XI marquesa de Povar.[17] Falleció joven estando soltera.[16] Sucedió su hermano:

- Joaquín Fernández de Córdoba y Pacheco (Madrid, 22 de abril de 1787-Madrid, 1 de octubre de 1871), XII marqués de Povar,[16][17] IX marqués de Mancera, IX conde de Gondomar, VI duque de Arión, X marqués de Malpica, VIII marqués de Montalbo, XVII señor de Valdepusa, caballerizo mayor, sumiller de corps de la reina Isabel II,[17] prócer del reino, senador por la provincia de Toledo y vitalicio.[16][18]

Casó con María de la Encarnación Francisca de Asís Álvarez de las Asturias Bohorques y Chacón (1798-1863), dama noble de la Orden de María Luisa, hija del segundo matrimonio de Nicolás Mauricio Álvarez de las Asturias Bohorques, I duque de Gor, y de su esposa María del Carmen Chacón y Carrillo de Albornoz. Le sucedió su hijo:
- Joaquín Fernández de Córdoba y Álvarez de las Asturias-Bohorques (29 de julio de 1816-23 de noviembre de -1847), XIII marqués de Povar,[17] diputado a Cortes por Madrid, Gran Cruz de Carlos III y gentilhombre de cámara con ejercicio y servidumbre.[17]

Casó el 20 de junio de 1838, siendo su primer marido, con María del Carmen Álvarez de las Asturias Bohórquez y Guiraldes, I condesa de Santa Isabel. Le sucedió su hijo:
- Fernando Fernández de Córdoba y Álvarez de las Asturias-Bohorques (Madrid, 2 de enero de 1845-Madrid, 30 de diciembre de 1891), XIV marqués de Povar,[17] VII duque de Arión, XI marqués de Malpica[17] y senador por derecho propio.[19]

Casó el 28 de noviembre de 1869, en Madrid, con Blanca Rosa de Osma y Zavala (1870-1957). Le sucedió, en 1878, su hijo:
- Joaquín Fernando Fernández de Córdoba y Osma (Biarritz, 21 de septiembre de 1870-Madrid, 19 de noviembre de 1957), XV marqués de Povar,[17][20] XI marqués de Malpica, XI marqués de Mancera, VIII duque de Arión, II duque de Cánovas del Castillo, II marqués de la Puente, IV marqués de la Puente y Sotomayor, II marqués de Cubas, II y IV marqués de Griñón, X marqués de Valero, X conde de Berantevilla, II conde de Santa Isabel, II marqués de Alboloduy.

Casó el 1 de diciembre de 1905, en San Sebastián, con María de la Luz Mariátegui y Pérez de Barradas, IV marquesa de Bay. Le sucedió su hijo primogénito:
- Fernando Fernández de Córdova y Mariátegui (1 de octubre de 1906-6 de marzo de 1938), XVI marqués de Povar.[17]

Casó, ostentando ya el título marquesal, el 15 de julio de 1931 con Natalia Larios y Fernández de Villavicencio, hija de los marqueses de los Marzales. Le sucedió su hijo:
- Gonzalo Alfonso Fernández de Córdova y Larios (1934-2013),  XVII marqués de Povar,[17][22] IX duque de Arión, III duque de Cánovas del Castillo, XII marqués de Mancera, XIII de Malpica, IV de Alboloduy, V marqués de Bay y X de Valero.

Casó en primeras nupcias el 7 de mayo de 1959 con la princesa Beatriz de Hohenlohe-Langenburg, de la Casa de Hohenlohe, y en segundas nupcias con María de los Reyes Mitjans y Verea, XXIII marquesa de Ardales. Le sucedió su hijo del primer matrimonio:
- Joaquín Fernández de Córdoba y Hohenlohe-Langenburg (n. 14 de septiembre de 1961),  XVIII marqués de Povar,[24][25]  X duque de Arión, XII marqués de Malpica y XIII conde de Berantevilla.[24]

Casó el 29 de junio de 1996 con Diana María Langes-Swarovsky, padres de Joaquín Fernández de Córdoba y Langes-Swarovsky (n. 1999).